# Arhacia postbrunnea
Arhacia postbrunnea är en fjärilsart som beskrevs av Rothschild 1917. Arhacia postbrunnea ingår i släktet Arhacia och familjen tandspinnare. Inga underarter finns listade i Catalogue of Life.